# 速記

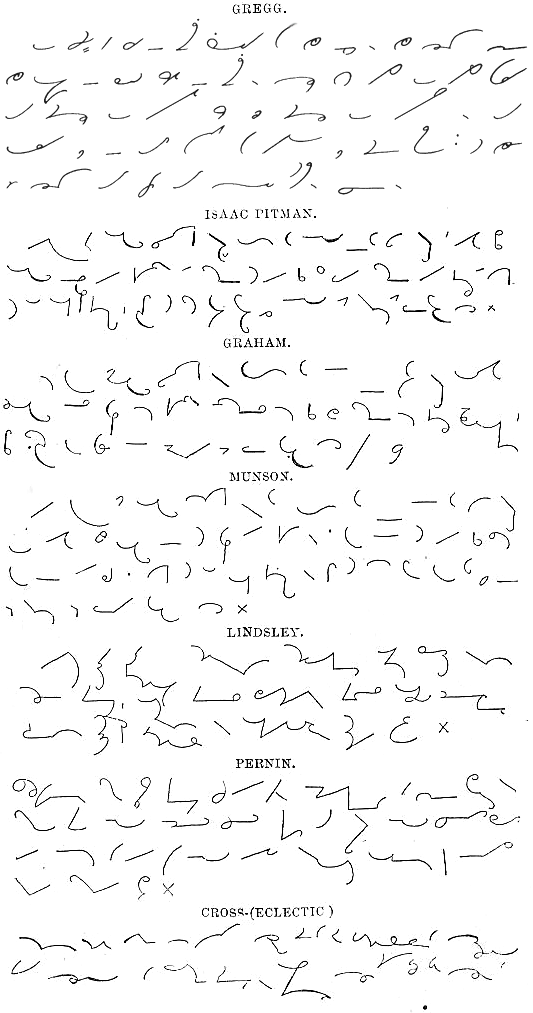
グレッグ式とその他の速記法で書かれた、英語での「主の祈り」

速記（そっき、英語：shorthand）とは、速記文字や速記符号とよばれる特殊な記号を用いて、言葉を簡単な符号にして、人の発言などを書き記す方法をいう。主に議会や法廷の発言を記録する分野や出版、ジャーナリズムなどで口述筆記する際に利用されている。
この技術の知識体系を速記法、技術を運用する方法を速記術、実際に運用する者を速記者という。また、公益社団法人日本速記協会では、文部科学省後援速記技能検定1級、2級に合格し申請した者を、それぞれ一級速記士、二級速記士として認定している。

## 歴史
その起源に関しては定説が成立していないが、古代ローマ以前に遡ることができるとされ、紀元前400年代の古代ギリシアの碑文に速記が発見されている。
記録としてはっきりしている有名なものとしては、紀元前63年のキケロによるカティリナ弾劾演説の記録である。キケロの奴隷であったマルクス・トゥッリウス・ティロが記したものとされ、ティロの速記と称される。当時の速記者にはティロのような知的奴隷が充てられていた。ティベリウス帝は満足な速記ができなかった速記官の指を切り落としたという記録がある。またローマ法のなかには速記を禁止された演説を速記した者は右手を切り落とすという刑罰が定められていた。しかし当時のものは体系化されておらず、学習に大きな困難を伴うため、次第に衰勢となった。
その後、理論的体系的に捉えるようになり、次項以下で紹介する各国においてそれぞれの言語で考案、改良されて現在に至っている。
符号を手で書くペンショートハンドのみが長らく行われてきたが、速記専用タイプライターが開発され、それを用いた機械式も普及していく。近年はコンピュータを用いての電子機械速記法が行なえるようになり、リアルタイム字幕放送などに使用されている。
発言の逐語記録を作成する用途を担ってきたが、リアルタイム反訳により、聴覚障害者等を含めて、コミュニケーション手段としての機能を持つに至っている。

### 英語の速記
1175年のジョンの記号まで遡ると言われるが、近代速記としての速記理論を提案したのはジョン・ウィリスである。1602年、『速記術』(Art of Stenography) を出版し、stenography（速記）という造語を行い、線状速記の使用や、表音的な筆記法、母音表記のためのポジショニング等を提唱し近代速記の父と呼ばれている。
このウィリス式を発展させ、シェルトン式（1626年）やガーニー式（1750年）、テーラー式等が考案されていった。そして1837年に登場したのがピットマン式である。ピットマン式はテーラー式を学んだアイザック・ピットマンがより高速で速記ができ、学習性に優れた速記法として考案したものである。
一方アイルランドでは、ジョン・ロバート・グレッグがテーラー式、ピットマン式、そして仏独の速記法を学び、イギリスで主流であった正円幾何派とドイツの草書派を融合させ、更にフランスのサイン符号をも取り入れたグレッグ式を1888年に考案した。
ピットマン式、グレッグ式は今日でも英語圏で使用される主要な速記の地位を占めている。

### ドイツ語の速記
ドイツの速記の特徴は草書派と称される、筆先の動きを速記に適した符号に変換した方式であった。初めて速記理論を完成させたのは1834年のフランツ・クサーヴァー・ガベルスベルガーであり、ガベルスベルガー式と称されるこの方法は北欧諸言語をはじめ、イタリア語、東欧諸語、ロシア語のサカロフ式 (Государственной единой системы стенографии：ГЕСС、GESS) に影響を与え、更にイギリスにも影響を与えロー式を生み出している。ガベルスベルガー式はその後改良が進み、ジャーマンショートハンド (DEK) と呼ばれる方式となり現代に受け継がれている。

### フランス語の速記
1633年にジャック・コサールが発表したものがフランス語での始まりとされるが、現代につながる系統としての起源は1778年にジャン・クロン・ド・デブノが発表したクロン式と言われている。現在ではエーメ・パリ式、デュプロワエ式 (エミール・デュプロワエが考案)、ドロネ式が使用されている。

### ロシア語の速記
1860年ごろから利用され始め、ドストエフスキーは1886年、口述筆記により『賭博者』を26日間で仕上げることが出来た。また同時に執筆された『罪と罰』の結末の一部も速記を用いて執筆された。
ソ連ではサカロフ式が統一方式となった。

### 中国語の速記
1896年に蔡錫勇が発表した伝音快字が中国語での始まりとされる。これは発言の逐語記録に主眼を置いたものでなく、表意文字である漢字の学習困難による文盲一掃を目的にしたものである。アメリカに渡り速記法を目の当たりにした蔡錫勇はピットマン系のグラハム式を参考に基礎符号を定め、北京語の音節を表音的に表す方法を確立した。しかしこれはあくまでも知識人個人としての提案に過ぎなかった。
ところが清国政府が国会を開設するにあたり、その議事記録方法として注目されることで本格的な中国速記史が始まる。清国政府は蔡錫勇の次男である蔡璋を召喚して速記法を考案させた。1910年には資政院に中国速記学堂を開設し、約200名を対象に速記官養成が開始された。1911年からは二人一組で30分速記作業を行う形態が資政院の議事録で採用された。ピットマン式の影響があり、1935年頃まで主流を占めたが、その後グレッグ式の影響を受けた速記法が登場、更に中華人民共和国成立後はソ連のサカロフ式の影響が入り斜線派が登場した。その嚆矢が1952年に顔廷超が発表した人民速記法案である。それ以降正円幾何派、半草書派、草書派は入り乱れ様々な速記が用いられている。

### 日本語の速記

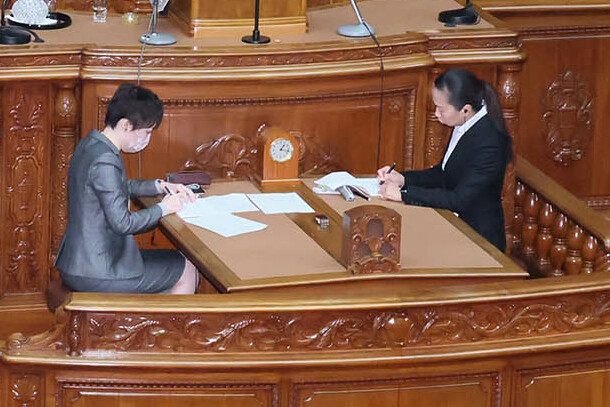
衆議院本会議での速記の様子

日本においてこの概念が登場したのは江戸時代で、1862年に出版された『英和対訳袖珍辞書』にshorthandの訳語として「語ヲ簡略ニスル書法」と、stenographyの訳語として「早書キヲスル術」と紹介されていた。1868年の『増補西洋事情』（黒田行次郎）には「疾書術は近代の発明なり」と紹介されている。
西洋文明を積極的に導入した明治維新期、西洋の速記を日本語に導入する試みが数多く行われた。1875年には、松島剛や畠山義成が日本語速記法の整備に着手した。そして1881年に「明治23年ヲ期シテ国会ヲ開設スル旨」の詔勅が発表されたことで、国会議事録記録の必要から多くの人々が速記法を考案していった。
1882年9月16日、田鎖綱紀が『時事新報』にグラハム式を参考にした日本傍聴記録法として発表し、10月28日、日本傍聴筆記法講習会を開設し、田鎖式速記の指導を開始した。日本においては象徴的にこの日を以って日本速記の始まりとしており、同日を公益社団法人日本速記協会が「速記の日」と定めた。ここで養成された速記官は、若林玵蔵や酒井昇造の名が残っている。速記官は説法や政談、演説などを速記する練習を繰り返し、また講談や落語を速記するなど政治や文化の担い手として活躍した。
そして1890年、帝国議会が開設され、議会速記が必要とされる時代を迎えた。この時、一任されたのが若林玵蔵である。帝国議会の貴族院・衆議院が議事の進行等について定めた貴族院規則、衆議院規則には「議事速記録ハ速記法ニ依リ議事ヲ記載ス」との規定が置かれ、議会開設直後の第一議会からの発言が速記記録されることになった。
議会開設前後に整備され、また黒岩大や清沢与十らによって発展した日本速記であるが、全て田鎖式を基礎にしていた。その中、東京高等商業に招聘されていたイギリス人教師エドワード・ガントレットが、ピットマン式を発展させてガントレット式と呼ばれる日本語速記法を考案した。田鎖式に比べ書きやすく、また日本語の発音体系を反映した方式であり、この方式を学んだ森上富夫は1909年に衆議院速記者に採用され、田鎖式系一色だった議会速記に新風を送り込んでいる。
そのほか基礎符号を単線にした武田式や、それを更に発展させた中根式、更にその中根式を発展させた石村式が登場している。
導入期はイギリスの正円幾何派を中心にされたが、大正になるとドイツの草書派を参考にした方法が誕生した。毛利高範はドイツ留学中に目にしたオーストリアのファウルマン式を参考に毛利式を発表している。
また、従来は民間養成を基本としていた帝国議会の速記官であるが、この頃には報道など、民間における速記への需要の高まりがあり、速記官確保が困難になってきた。そこで政府は、1918年に速記練習生を募集し内部養成する方針に転換した。ここでは現場の速記官からのアイデアが集積され、1942年には衆議院式標準符号が定められるに至った。
国会の両院規則でも議事は速記によって記録することが定められている（衆議院規則201条、参議院規則156条）。初期の国会では議事録の作成は速記のみで行われ、各院に速記者の養成所があったが、1951年（昭和26年）2月8日に参議院労働委員会でテープレコーダーが導入され採用テストが行われた。2006年には各院独自に設けられていた速記者の養成所が廃止された。
会議録作成のIT化が進み、手書き速記は本会議や予算委員会などを残して、それ以外の会議においては参議院では2008年から担当職員がモニターで音声と映像を確認してパソコン入力する方式、衆議院では2011年から音声認識システムが導入された。速記者の交代を知らせるため5分ごとに鳴る時計が速記者席に設置されているが、速記が廃止された後も時計は残され5分ごとに鳴っている。2023年11月28日、参議院議院運営委員会理事会は参議院本会議場などでの速記者を廃止することを決定し、翌2024年2月18日をもって134年の歴史に終止符を打った。
地方議会でも2010年度（平成22年度）までに24都道府県議会で手書き速記が廃止された。

### 朝鮮語の速記
1909年に朴如日が朝鮮速記法を発表したことが朝鮮語での始まりであるが、しかしこの方法はアメリカ在住の朝鮮人を対象にしていたため普及しなかった。
朝鮮での速記法は1925年に方翼煥、李源祥が共同で発表した朝鮮語速記法だと言われているが、1934年に出版された『日本速記50年』に1920年6月に朝鮮語速記法を創始したという報道があったとの記載があり、それが朝鮮語速記法を現しているのか、それともそれ以前に他の速記法が考案されていたのか、現在でも定説はない。
朝鮮半島では独立後に多くの速記法が考案されて現在に至っている。

### 楽譜の速記
1833年にブレヴォ式を応用して考案されたもので、楽譜で一般的に用いられる五線譜に代わって九線譜を用いている。

## 速記の種類

### 英語速記法
- 符号速記（手書き速記）
  - シェルトン式（1626年）
    - トーマス・シェルトンが1626年に発表した。

  - ガーニー式（1750年）
    - トーマス・ガー二―が1750年に発表した。

  - テイラー式（英語: Taylor shorthand）
    - サミュエル・テイラーが1786年に発表した。

  - ピットマン式（英語: Pitman shorthand）
    - アイザック・ピットマンが1837年に発表した。

  - グレッグ式（英語: Gregg shorthand）
    - ジョン・ロバート・グレッグが1888年に発表した。

  - ティーライン式（英語: Teeline Shorthand）
    - ジェームズ・ヒルが1968年に発表した新聞記者向けの方式。

### ドイツ語速記法
- 符号速記（手書き速記）
  - ガベルスベルガー式速記（英語: Gabelsberger shorthand）
    - フランツ・クサーヴァー・ガベルスベルガーが発表し、その後出版されたその方法を示す教科書によって普及した。

  - ファウルマン式速記

### フランス語速記法
- 符号速記（手書き速記）
  - クロン式
  - エーメ・パリ式
  - デュプロワエ式
  - ドロネ式

### ロシア語速記法
- 符号速記（手書き速記）
  - サカロフ式 (GESS)

### 中国語の速記
- 符号速記（手書き速記）
  - 伝音快字（1896年）
  - 閩腔快字
  - 新字（1883年）
  - 平民官話字母（1896年）
  - 漢文快字（1917年に張才が考案）
  - 中華国語最新速記術（1928年に汪怡が考案）
  - 邦永速記術（1929年に張邦永が考案）
  - 長風速記術（1929年に金長風が考案）
  - 亜偉速記法（唐亜偉が考案）
  - 人民速記法案（1952年に顔廷超が考案）

### 韓国語の速記
- 符号速記（手書き速記）
  - 朝鮮速記法
  - 朝鮮語速記法
  - 逸波式
  - 高麗式
  - 東邦式
  - ソウル式
  - 世宗式
  - 韓国式
  - 南天式
  - 議会式
- 機械速記
  - SORIZAVA
  - CAS（韓国ステノ）

## 日本語速記法

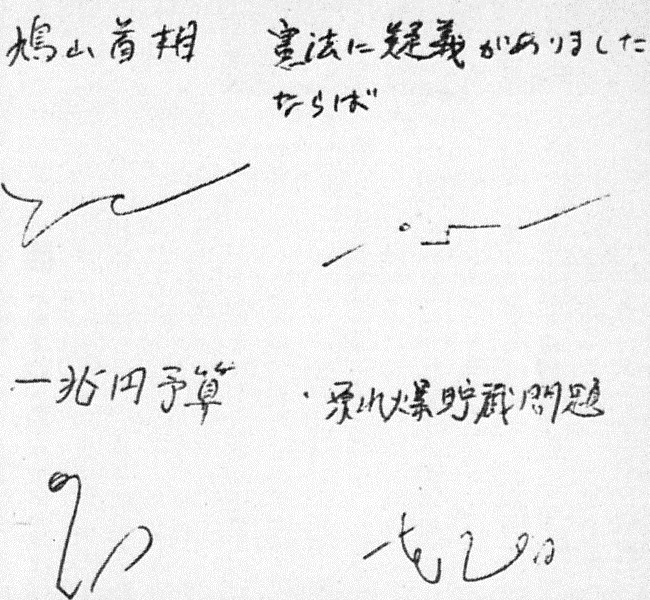
衆議院式速記の一例

### 符号速記（手書き速記）
基礎符号に、文字ではなく、表音機能を持つ図形を用いる方法を言う。平仮名、片仮名を用いるものは文字式とも呼ばれる。
田鎖式 
- 田鎖綱紀が1882年に発表した方式。初めて実用化された。ピットマン式（英語: Pitman shorthand）の亜種であるアメリカのグラハム式を日本語に適用した方式。

参議院式
- 田鎖式を基に、貴族院速記者練習所で指導された貴族院式が起源。戦後、貴族院が廃止、代わって参議院が設立されたが、参議院の事務局は貴族院のものを受け継いだので、参議院式と呼称が変更され、さらに参議院速記者養成所でさらに改良された方式をいう。複画派から折衷派を経て単画派に至ったが、再び折衷派に戻った。近年の技術革新に伴い、会議録作成に録画ビデオの活用、音声認識システムの検討がはかられることになり、2004年9月に参議院速記者養成所は養成中止を公表し、2006年12月に閉鎖された。

衆議院式
- 田鎖式を単画式に改良した方法。友野茂三郎、西来路秀男らが改良に努力した。参議院と同様の経緯により、2004年10月、訓練生の新規募集中止を決定した。

熊崎式
- 熊﨑健翁（健一郎）が1906年に発表した方式

中根式
- 中根正親が1914年に発表し、中根正世が普及させた方式。単画派で学習性のよいことが特徴である。

超中根式
- 中根正親の門弟、森卓明が発表した方式。のちに超中根式表象速記法、現代国語表象法と名称を変えた。アメリカのクロス式の影響を強く受けた。

石村式
- 石村禧行（善左）が発表した方式。

早稲田式
- 川口渉（1906年 - 1956年）らが、1930年に発表した方式。通信教育で普及した。

国字式
- 国字常弘が1931年に発表した方式。中根式を純単画式に改良した。

山根式
- 山根祐之が1951年に発表した方式。

V式
- 小谷征勝が開発した方式。もとは小谷式、SVSD式などと呼ばれていた。

佐竹式
- 佐竹康平が早稲田式を改良した方式。（1958年）

森田式
- 森田章三が発表した方式。

武田式
- 武田千代三郎が発表した方式。

### 機械速記
単独で使用するものからパソコン (PC) と併用するタイプまである。
一般的なタイプライターを使用するもの
- 牧タイプ

特殊なキーボードを使用するもの
- ステノタイプを起源とするもの
- ステノタイプを日本語化したもの - ソクタイプ
- ソクタイプを電子化したもの - ステノプコン、竹本キーボード、ステンチュラ（日本仕様版）
- ステンチュラの配列のまま日本語速記ができるようにしたもの - CAVER（キャバ）

PC用として使用されている一般的なキーボードを元に作られたもの
- スピードワープロ

## 速記法の分類
日本の速記方式は、仮名五十音に対応する基礎符号の設計理論により、以下のように分類することができる。
複画派
子音を表す直線・曲線の終わりに母音を表す円・直線を付加することで五十音を表記する。
- 田鎖式

単画派
五十音すべての表記を、一本の直線・曲線の方向・長さなどの区別によって表記する。
- 中根式
- 山根式
- V式
- 石村式

折衷派
複画派の特徴を残しながらも、五十音の表記を部分的に単画化した方式。
- 早稲田式
- 佐竹式
- 熊崎式
- 森田式

## 速記符号の構成
日本語は方式の差異を問わず、多くの場合は以下の符号によって構成される。
清音日本語の五十音に当たる符号で基本文字と呼ばれる。濁音や半濁音をここに含むこともある。
濁音・半濁音「がぎぐげご」「ぱぴぷぺぽ」など。
長音「あー」「いー」「うー」「えー」「おー」など。現代仮名遣いでは「おー」という長音を「おう」と表記するが、速記符号ではこのような扱いはしない。
拗音「きゃ」「きゅ」「ふぁ」「ふぃ」など。「きゅー」など長音を含む方式もある。
助詞「～て」「～と」「～に」「～の」「～は」「～を」など、日本語の助詞に当たり、基本文字とは別の符号が割り当てられる。
省略
- 音の省略: 日本語で頻出する特定の音の基本文字符号の表記を省略する。「ん」「い」「く」「き」「つ（っ）」など。
- 単語の省略: 日本語で頻出する単語（「～して」「～した」「～です」「～ます」「～させる」「すなわち」「しかしながら」「あなた」「私」「日本」「アメリカ」など）を省略する。これらの省略には以下の種類がある。
  1. 特定の記号を割り当てたもの。
  2. 基本文字の位置や大きさを変えたものを割り当てたもの。
  3. 単語に含まれる2つ以上の音の基本文字を組み合わせたもの。
  4. 直前の線に加筆するもの。

## 日本の速記団体
速記試験及び、速記大会開催団体
- 日本速記協会 - 速記技能検定、高速度速記競技会
- 東京速記士会[12] - 速記競技大会
- 全日本学生速記連盟 - 全日本学生速記競技大会 (冬)、全国学生新人速記競技大会 (秋)、春季関東学生速記競技大会 (6月)、関西学生速記競技大会 (6月)
- 中根式速記協会[13] - 全国高等学校選抜速記競技大会 (春)、全国高等学校速記競技大会 (夏)

速記教室、速記を利用したサービスを展開する日本の団体
速記教室、教材販売を展開する日本の団体を「●」で表す。
- 早稲田速記株式会社[14] ● - 終了となった通信講座「早稲田通信教育センター[15]」の教材をリメイクし販売している。
  - らく文字講座[16] - 同社が運営する早稲田式速記法の映像講座(eラーニング教材)である。
- 中部速記センター[17] ●
- 日本語速記講座[18] ● - Ｖ式速記法の創案者小谷征勝氏のブログ[19]を抜粋した講座サイト

また、大和速記情報センターや西都速記のように、速記者派遣を行う企業も多く存在する。